# Jens Vilhelmsen
Jens Vilhelmsen est un rameur danois, né le 8 février 1985.

## Palmarès

### Championnats du monde
- 2009, à Poznań ( Pologne)
  -  Médaille d'argent en Quatre de pointe poids légers
- 2011, à Amsterdam ( Pays-Bas)
  -  Médaille de bronze en Huit poids légers

### Championnats d'Europe
- 2015, à Poznań ( Pologne)
  -  Médaille d'argent en Quatre de pointe poids légers